# Nik Stauskas
Nik Stauskas (Mississauga, 7 de outubro de 1993) é um jogador canadense de basquete profissional que atualmente joga pelo Saski Baskonia, disputando a Liga ACB. Foi draftado em 2014 na primeira rodada pelo Sacramento Kings
.